# Wenzel Joesten
Wenzel Joesten fue un deportista alemán que compitió en remo. Ganó una medalla de bronce en el Campeonato Europeo de Remo de 1913, en la prueba de doble scull.

## Palmarés internacional
| Campeonato Europeo | Campeonato Europeo | Campeonato Europeo | Campeonato Europeo |
| Año                | Lugar              | Medalla            | Prueba             |
| ------------------ | ------------------ | ------------------ | ------------------ |
| 1913               | Gante (Bélgica)    | Medalla de bronce  | Doble scull        |